# Waxahachie
Waxahachie (/ˌwɒksəˈhætʃi/ wok-sa-hatch-ee, pronuncia diversa rispetto al Waxahatchee Creek in Alabama) è un comune (city) degli Stati Uniti d'America e capoluogo della contea di Ellis nello Stato del Texas. La popolazione era di 29,621 persone al censimento del 2010. È un sobborgo a sud di Dallas.
La cittadina era stata scelta per ospitare il ciclopico Superconducting Super Collider che avrebbe dovuto avere una circonferenza di ottantasette chilometri ma il cui progetto, iniziato sotto la presidenza di Ronald Reagan, è stato successivamente abbandonato a causa del lievitare dei costi previsti per la sua realizzazione. Rimangono abbandonati circa ventiquattro chilometri di tunnel già scavati e sepolti sotto il deserto.

## Geografia fisica
Waxahachie si trova sulla Interstate Highway 35E e la U.S. Highway 287, trenta miglia a sud di Dallas, nella parte centrale della contea.
Secondo lo United States Census Bureau, ha un'area totale di 48,9 miglia quadrate (126,6 km²).

## Origini del nome
Il nome deriva da una parola indiana che significa "mucca" o "bisonte" ed è anche il nome di un torrente locale.

## Storia
Waxahacie fu fondata nell'agosto 1850 come sede della contea di Ellis.

## Società

### Evoluzione demografica
Secondo il censimento del 2010, c'erano 29,621 persone.

### Etnie e minoranze straniere
Secondo il censimento del 2010, la composizione etnica della città era formata dal 75,56% di bianchi, il 12,89% di afroamericani, lo 0,59% di nativi americani, lo 0,52% di asiatici, lo 0,08% di oceanici, l'8,06% di altre razze, e il 2,29% di due o più etnie. Ispanici o latinos di qualunque razza erano il 23,19% della popolazione.